# Wayuuzomus gonzalezspongai
Genre
Espèce
Wayuuzomus gonzalezspongai, unique représentant du genre Wayuuzomus, est une espèce de schizomides de la famille des Hubbardiidae.

## Distribution
Cette espèce est endémique de l'État de Zulia au Venezuela,. Elle se rencontre dans une grotte à Monseñor Marcos Sergio Godoy dans la Serranía de Perijá.

## Description
Le mâle holotype mesure 3,90 mm et la femelle paratype 3,85 mm.

## Étymologie
Cette espèce est nommée en l'honneur de Manuel Ángel González Sponga.

## Publication originale
- Armas & Colmenares, 2006 : Nuevo género de Hubbardiidae (Arachnida: Schizomida) del Zulia, Venezuela. Boletín de la Sociedad Entomológica Aragonesa, vol. 39, p. 27-30 (texte intégral).